# Аттерзе-ам-Аттерзе
Аттерзе-ам-Аттерзе (нем. Attersee am Attersee) — община (нем. Gemeinde) в Австрии, в федеральной земле Верхняя Австрия. Расположен на берегу озера Аттерзе.
Входит в состав округа Фёклабрукк.  Население составляет 1554 человека (на 31 декабря 2005 года). Занимает площадь 15 км². Официальный код  —  41702.

## Политическая ситуация
Бургомистр общины — Антон Реш (АНП) по результатам выборов 2003 года.
Совет представителей общины (нем. Gemeinderat) состоит из 19 мест.
- АНП занимает 9 мест.
- СДПА занимает 8 мест.
- АПС занимает 2 места.